# Società Ginnastica Sampierdarenese 1900
Questa voce raccoglie le informazioni riguardanti la Società Ginnastica Sampierdarenese nelle competizioni ufficiali della stagione 1900.

## Stagione
La Sampierdarenese incontrò il Genoa. La sfida terminò con l'affermazione dei genoani per sette reti a zero, facilitati anche dall'infortunio occorso al sampierdarenese Ferdinando Arnier che lasciò i suoi in inferiorità numerica per buona parte della partita. La partita viene riportata dal Caffaro come valida per il Campionato Ligure di Football, la cui vittoria avrebbe consentito alla squadra vincitrice di accedere alla parte finale del campionato italiano di football.

## Divise
La maglia utilizzata per gli incontri di campionato era bianca con banda orizzontale nera.
| Manica sinistra · Maglietta · Maglietta · Manica destra · Pantaloncini · Calzettoni |

## Organigramma societario
Area direttiva
- Presidente:
- Direttore sezione football: Mario Caro[4]

Area tecnica
- Allenatore: Stefano Parodi

## Rosa
| N. |                   | Ruolo | Calciatore        |
| -- | ----------------- | ----- | ----------------- |
|    | Italia (bandiera) |       | Ferdinando Arnier |

| N. |  | Ruolo | Calciatore |
| -- |  | ----- | ---------- |

## Calciomercato
| Acquisti | Acquisti | Acquisti | Acquisti |
| R.       | Nome     | da       | Modalità |
| -------- | -------- | -------- | -------- |

| Cessioni | Cessioni | Cessioni | Cessioni |
| R.       | Nome     | a        | Modalità |
| -------- | -------- | -------- | -------- |

## Risultati

### Campionato Italiano di Football

#### Eliminatoria ligure
| Arbitro: | Leaver (Genova) |

|   |           |  |
| ? | Marcatori |  |

## Statistiche

### Statistiche di squadra
| Competizione                    | Punti | In casa | In casa | In casa | In casa | In casa | In casa | In trasferta | In trasferta | In trasferta | In trasferta | In trasferta | In trasferta | Totale | Totale | Totale | Totale | Totale | Totale | DR |
| Competizione                    | Punti | G       | V       | N       | P       | Gf      | Gs      | G            | V            | N            | P            | Gf           | Gs           | G      | V      | N      | P      | Gf     | Gs     | DR |
| ------------------------------- | ----- | ------- | ------- | ------- | ------- | ------- | ------- | ------------ | ------------ | ------------ | ------------ | ------------ | ------------ | ------ | ------ | ------ | ------ | ------ | ------ | -- |
| Campionato Italiano di Football | 0     | 0       | 0       | 0       | 0       | 0       | 0       | 1            | 0            | 0            | 1            | 0            | 7            | 1      | 0      | 0      | 1      | 0      | 7      | -7 |